# Cam Lâm
Cam Lâm là một xã thuộc tỉnh Khánh Hòa, Việt Nam.

## Lịch sử
Ngày 16 tháng 6 năm 2025, Ủy ban Thường vụ Quốc hội ban hành Nghị quyết số 1667/NQ-UBTVQH15 về việc sắp xếp các đơn vị hành chính cấp xã của tỉnh Khánh Hòa năm 2025 (nghị quyết có hiệu lực từ ngày 16 tháng 6 năm 2025). Theo đó, hợp nhất thị trấn Cam Đức, các xã Cam Hải Đông, Cam Hải Tây, Cam Thành Bắc và một phần các xã Cam Hiệp Bắc, Cam Hiệp Nam, Cam Hòa, Cam Tân, Cam An Bắc, Cam An Nam, Suối Tân thành xã Cam Lâm.

## Địa lý
Xã Cam Lâm có ranh giới với các xã, phường:
- Phía Bắc giáp với phường Nam Nha Trang.
- Phía Nam giáp với phường Bắc Cam Ranh.
- Phía Tây giáp với xã Suối Dầu, Cam Hiệp.

Xã có diện tích 149,85 km², dân số năm 2025 là 86.530 người, mật độ dân số đạt 577 người/km².